# Ertuğrul Apakan
 (février 2022).
Si vous disposez d'ouvrages ou d'articles de référence ou si vous connaissez des sites web de qualité traitant du thème abordé ici, merci de compléter l'article en donnant les références utiles à sa vérifiabilité et en les liant à la section « Notes et références ».
Ertuğrul Apakan est un diplomate turc. Il eut la responsabilité de la Mission spéciale d'observation de l'OSCE en Ukraine entre le 2 avril 2014 et le 30 mai 2019.Il a eu une longue carrière diplomatique, notamment comme représentant permanent de la Turquie auprès des Nations unies (2009 - 2012) et comme sous-secrétaire au ministère turc des Affaires étrangères (2006 - 2009).